# Julián de Ajuriaguerra
Julián de Ajuriaguerra Otxandiano (* 7. Januar 1911 in Bilbao; † 24. März 1993 in Villefranque) war ein baskischer Psychiater, Neurologe und Psychoanalytiker.

## Leben und Wirken
Ajuriaguerra entstammte einer kleinbürgerlichen Familie aus Bilbao. Sein Vater war Juan de Ajuriaguerra Goikolea (* um 1860), seine Mutter eine Witwe Teodosia Otxandiano Axpe (* um 1871). Die Familie mütterlicherseits betrieb einen Eisenwarenhandel. Schon im Alter von sechzehn Jahren verließ er seine Heimatstadt um in Paris sein Studium der Medizin fortzusetzen. Er war im Jahre 1927 trat er in die Fakultät für Naturwissenschaften eingetreten, um Medizin zu studieren. Und schon ein Jahr später wechselte er an die Medizinische Fakultät in Paris. Als ausländischer Student arbeitete er in der Psychiatrie am Sainte-Anne-Krankenhaus (Centre hospitalier Sainte-Anne). Denn aufgrund seines Status als ausländischer Student wurde er, wie andere Studenten auch, bis in das Jahr 1950 nicht bezahlt, so dass er bis zum Verbot dieser Praxis gezwungen war, Nachtdienste zu leisten, um seinen Lebensunterhalt zu bestreiten.
Er besuchte insbesondere die Seminare zu Gaëtan Gatian de Clérambault und Pierre Janet. Auch war er kunstinteressiert und beschäftigte sich mit der aufkommenden kulturellen Strömung des Surrealismus. Er beendete sein Medizinstudium in Frankreich und plante dies auch in Spanien, wo ihn aber der Spanische Bürgerkrieg daran hinderte, seine Abschlussprüfungen abzulegen.
Seine Dissertation „La Douleur dans les affections du système nerveux“ wurde 1936 abgeschlossen und von Jean Lhermitte als seinem Doktorvater geleitet, für den er dann von 1938 bis 1946 Assistent im Laboratorium für Anatomie des Nervensystems wurde. Er war Mitglied des französischen Widerstandes (Résistance intérieure française) während des Zweiten Weltkrieges.
Nach Kriegsende bestand er die Aggregationsprüfung (agrégation de l'université) die ihm eine Lehrbefugnis an der Universität eröffnete; für die Fächer Neurologie und Psychiatrie.
Als Ajuriaguerra den Psychoanalytiker René Diatkine kennengelernt hatte und er sich mit der Psychoanalyse beschäftigt hatte, eröffneten beide eine Beratungsstelle für Psychomotorik und Sprachprobleme. Auch gründeten sie gründeten das wissenschaftliche Zeitschrift La Psychiatrie de l'enfant. Er selbst absolvierte eine Lehranalyse bei Sacha Nacht.
Im Jahre 1950 erhielt Ajuriaguerra die französische Staatsbürgerschaft, die es ihm ermöglichte sein Baccalaureat nachzuholen um nachgerade eine offizielle Anerkennung seines Titels als Arzt zu erhalten.
1959 löste er Ferdinand Morel als Chefarzt am psychiatrischen Hôpital Bel-air Genève ab. Eine Aufgabe, die er bis zum Jahre 1975 ausübte. In dieser Zeit gelang es ihm, die Psychiatrie in Genf weiterzuentwickeln. Insbesondere verband er Psychoanalytiker mit Neurologen in einem engen Diskurs miteinander. Er perfektionierte auch seine Entspannungstechnik, die „Ajuriaguerra-Methode“.
Nachdem er Genf verlassen hatte, wurde er Hochschullehrer am Collège de France in Paris. Er setzte seine intensive Forschungs- und Lehrtätigkeit sowohl in Frankreich als auch in Spanien fort. Im Jahre 1986 beendete er krankheitsbedingt seine berufliche Tätigkeiten.
Er war mit France Victoire Alberti (1915–2000) verheiratet, das Paar hatte zwei Kinder; Mikel Jean und Isabelle Marguerite de Ajuriaguerra.

## Auszeichnungen
Ajuriaguerra war von 1975 bis 1981 Professor für Neuropsychologie du développement am Collège de France. Für seine Leistungen im Bereich der polynévrites expérimentales erhielt er 1938 den Prix Déjerine. 1974 erhielt er den Prix des Sciences der Stadt Genf. 1978 wurde er Ehrendoktor der Universität Baskenland, und 1982 der Universität Barcelona.